# (4244) Zakharchenko
(4244) Zakharchenko (1981 TO3) – planetoida z grupy pasa głównego asteroid okrążająca Słońce w ciągu 5,73 lat w średniej odległości 3,2 j.a. Odkryta 7 października 1981 roku.